# Subida a Urkiola 2002
La Subida a Urkiola 2002, ventottesima edizione della corsa, si svolse l'11 agosto 2002 su un percorso di 160 km. Fu vinta dall'italiano Dario Frigo della Tacconi Sport-Emmegi davanti allo spagnolo Carlos García Quesada e all'italiano Danilo Di Luca.

## Ordine d'arrivo (Top 10)
| Pos. | Corridore               | Squadra              | Tempo    |
| ---- | ----------------------- | -------------------- | -------- |
| 1    | Dario Frigo             | Tacconi Sport-Emmegi | 3h47'18" |
| 2    | Carlos García Quesada   | Kelme                | a 1"     |
| 3    | Danilo Di Luca          | Saeco                | a 2"     |
| 4    | Sergio Pérez Gomez      | Relax-Fuenlabrada    | a 13"    |
| 5    | Raffaele Ferrara        | Alessio              | a 33"    |
| 6    | Christian Climent       |                      | a 41"    |
| 7    | Santiago Blanco Gil     | iBanesto.com         | a 46"    |
| 8    | Peter Luttenberger      | Tacconi Sport-Emmegi | a 1'07"  |
| 9    | Julen Urbano Aretxabala |                      | a 1'09"  |
| 10   | Mauro Zanetti           | Alessio              | a 1'10"  |